# 반메이슨당

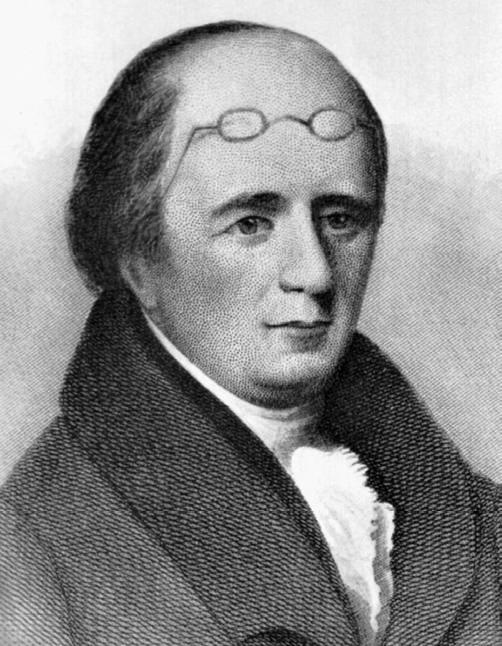
윌리엄 모건

반메이슨당(영어: Anti-Masonic Party)은 19세기 미국에 존재하던 반프리메이슨주의 정당이다. 프리메이슨 반대 운동가이던 윌리엄 모건이 실종된 이후 이것이 프리메이슨의 소행이라고 생각한 반대자들이 모여 1828년 창당하였다. 이들은 기독교와 공화주의에 적대적인 프리메이슨 관련자들이 정부를 장악하려 한다고 주장했다.
프리메이슨 반대라는 단일쟁점정당에서 시작하여 다른 분야로 의제를 확장하며 주요한 제3의 정당으로 떠올랐다. 당의 성향은 반엘리트주의와 우익 포퓰리즘으로 묘사된다. 1832년 미국 휘그당에 참여하면서 당세가 크게 쇠퇴하였고 1838년 활동을 멈췄다. 1872년 일부 개신교 운동가들이 재창당하여 1888년까지 활동하기도 했다.